# Sergej Širjaev
Sergej Jur'evič Širjaev, accreditato come Sergey Shiriaev dalla FIS (in russo Сергей Юрьевич Ширяев?; Nižnij Novgorod, 8 febbraio 1983), è un ex fondista russo.

## Biografia
In Coppa del Mondo ha esordito il 31 dicembre 2006 a Monaco di Baviera (66°) e ha ottenuto la prima vittoria, nonché primo podio, il 4 febbraio 2007 a Davos.
In carriera ha preso parte a un'edizione dei Giochi olimpici invernali, Vancouver 2010 (31° nella 15 km, non conclude la 50 km), e a due dei Campionati mondiali (41° nella 50 km a Oslo 2011 il miglior risultato). Si è aggiudicato una vittoria in staffetta e  due vittorie di tappa individuali in Coppa del Mondo, fra cui la tappa con arrivo in salita all'Alpe del Cermis nell'edizione inaugurale (2006-2007) del Tour de Ski.
Il 21 febbraio 2007 un controllo antidoping effettuato durante i Mondiali di Sapporo accertò l'assunzione di EPO da parte di Širjaev, che il 7 marzo successivo fu perciò squalificato per due anni dalla FIS assieme al suo allenatore, Anatolij Čepalov. È tornato alle gare nel marzo del 2009 e si è ritirato nel 2015.

## Palmarès

### Coppa del Mondo
- Miglior piazzamento in classifica generale: 27º nel 2007
- 2 podi (1 individuale, 1 a squadre):
  - 1 vittoria (a squadre)
  - 1 terzo posto (individuale)

#### Coppa del Mondo - vittorie
| Data            | Località | Nazione  | Spec.                                                        |
| --------------- | -------- | -------- | ------------------------------------------------------------ |
| 4 febbraio 2007 | Davos    | Svizzera | 4x10 km (con Ivan Babikov, Sergej Novikov e Il'ja Černousov) |

#### Coppa del Mondo - competizioni intermedie
- 2 podi di tappa:
  - 2 vittorie

##### Coppa del Mondo - vittorie di tappa
| Data           | Località      | Nazione | Competizione | Disciplina  |
| -------------- | ------------- | ------- | ------------ | ----------- |
| 7 gennaio 2007 | Val di Fiemme | Italia  | Tour de Ski  | 11 km TL    |
| 22 marzo 2009  | Falun         | Svezia  | Finali       | 15 km TL HS |

Legenda:

TL = tecnica libera

HS = partenza a handicap